# Sajchin
Sajchin (ryska: Сайхин) är en ort i Kazakstan. Den ligger i den västra delen av landet, 1 800 km väster om huvudstaden Astana. Sajchin ligger 3 meter över havet och antalet invånare är 4 825.
Terrängen runt Sajchin är mycket platt.  Trakten runt Sajchin är nära nog obefolkad, med mindre än två invånare per kvadratkilometer. Det finns inga andra samhällen i närheten. Trakten runt Sajchin består i huvudsak av gräsmarker.